# Hiroki Kuroda
Hiroki Kuroda (黒田 博樹, Kuroda Hiroki) (10 de fevereiro de 1975, Osaka, Japão), é um ex-arremessador japonês de beisebol que jogou na MLB. 
Hiroki nasceu em Osaka. O seu pai, Kazuhiro Kuroda, também era jogador de beisebol e jogou no Nankai Hawks.